# Andreas Pilger (Archivar)
Andreas Pilger (* 1969) ist ein deutscher Archivar und Historiker. Pilger leitet seit dem Jahr 2014 das Stadtarchiv Duisburg.

## Leben
Andreas Pilger wurde im Jahr 1969 geboren. Er absolvierte ein Studium der Geschichte, Germanistik und Philosophie und promovierte anschließend in Neuerer und Neuester Geschichte. Anschließend absolvierte er zwischen 2001 und 2003 sein Archivreferendariat am Staatsarchiv Marburg und an der dortigen Archivschule. In den folgenden Jahren arbeitete er als Dezernent im Nordrhein-Westfälischen Hauptstaatsarchiv Düsseldorf, wo er die Edition der Kabinettsprotokolle der Landesregierung koordinierte. Zwischen 2009 und 2014 war er hier für die Öffentlichkeitsarbeit zuständig.
Mit dem Januar 2014 wechselte Pilger an das Stadtarchiv Duisburg, wo er die Leitung der Kulturinstitution übernahm. Einen Fokus legte Pilger früh auch hier auf die Öffentlichkeitsarbeit, wobei die digitalen Medien im Vordergrund standen. Andreas Pilger ist verheiratet und hat zwei Kinder.
Andreas Pilger übernahm vom 1. Februar 2009 bis zum 1. Februar 2014 die Schriftleitung der archivarischen Fachzeitschrift „Archivar. Zeitschrift für Archivwesen“, die seit dem Jahr 2023 unter dem Namen „ARCHIV. theorie & praxis“ firmiert. Mit der Übernahme der Leitungsaufgaben in Duisburg stieg Pilger außerdem zum Schriftleiter der Duisburger Forschungen auf.

## Schriften (Auswahl)
- Germanistik an der Universität Münster. Von den Anfängen um 1800 bis in die Zeit der frühen Bundesrepublik. Synchron, Heidelberg 2004. ISBN 3-935025-48-3.
- mit Michael Kanther: Zwei Städte – Zwei Revolutionen. (Alt-)Duisburg und Hamborn von November 1918 bis April 1919. In: Frank Bischoff, Guido Hitze, Wilfried Reininghaus (Hrsg.): Aufbruch in die Demokratie. Die Revolution 1918/19 im Rheinland und in Westfalen. Beiträge der Tagung am 8. und 9. November 2018 in Düsseldorf. Aschendorff, Münster 2020, ISBN 978-3-402-15135-8. S. 383–412.
- mit Uwe Zuber (Hrsg.): Staatliche Architektur und Stadtplanung nach 1945. Das Beispiel der Landeshauptstadt Düsseldorf (= Veröffentlichungen des Landesarchivs Nordrhein-Westfalen Bd. 22). Düsseldorf 2008, ISBN 978-3-9805419-6-1.